# Caecomyces
Caecomyces is een geslacht van schimmels behorend tot de familie Neocallimastigaceae.

## Taxonomische indeling
Volgens Index Fungorum bevat het geslacht vijf soorten (peildatum april 2023):
| Soortnaam              | Auteur(s)                                              | Publicatiejaar |
| ---------------------- | ------------------------------------------------------ | -------------- |
| Caecomyces churrovis   | J.K. Henske, S.P. Gilmore & M.A. O'Malley              | 2018           |
| Caecomyces communis    | J.J. Gold, I.B. Heath & Bauchop                        | 1988           |
| Caecomyces equi        | J.J. Gold                                              | 1988           |
| Caecomyces hurleyensis | (Theodorou & J. Webb) Fliegerová, K. Voigt & P.M. Kirk | 2012           |
| Caecomyces sympodialis | Y.C. Chen, S.D. Tsai & C.Y. Chien                      | 2007           |